# プリンセス・ムーン/タキシード・ナイト
『プリンセス・ムーン/タキシード・ナイト』は、テレビアニメ『美少女戦士セーラームーン』の2nd両A面シングルである。1992年10月21日に日本コロムビアより発売。

## 概要
- A面タイトル曲「プリンセス・ムーン」はテレビアニメ『美少女戦士セーラームーン』の新エンディングテーマ。
- A面カップリング曲「タキシード・ナイト」はテレビアニメ『美少女戦士セーラームーン』のイメージソング。
- 2曲のオリジナル・カラオケ付き。

## 曲目リスト
1. プリンセス・ムーン [4:05]
  - 作詞：武内直子、作曲：さとうかずお、編曲：さとうかずお、歌：橋本潮、アップルパイ
2. タキシード・ナイト [4:54]
  - 作詞：武内直子、作曲：山下恭文、編曲：さとうかずお、コーラス：アップルパイ、歌：アップルパイ
3. プリンセス・ムーン（オリジナル・カラオケ） [4:05]
4. タキシード・ナイト（オリジナル・カラオケ） [4:59]